# 錫爾弗貝 (明尼蘇達州)
錫爾弗貝（英語：Silver Bay）是一個位於美國明尼蘇達州萊克縣的城市。

## 人口
根據2020年美國人口普查的數據，錫爾弗貝的面積為20.88平方千米，當中陸地面積為19.76平方千米，而水域面積為1.12平方千米。當地共有人口1857人，而人口密度為每平方千米89人。